# Luisant
 Luisant  es una población y comuna francesa, en la región de  Centro, departamento de Eure y Loir, en el distrito de Chartres y cantón de Chartres-Sud-Ouest.

## Demografía
| 478                       | 520 | 474 | 487 | 578 | 563 | 613 | 656 | 630 | 665 | 718 | 695 | 737 | 716 | 771 | 873 | 960 | 1 036 | 1 050 | 1 200 | 1 200 | 1 245 | 1 317 | 1 503 | 1 714 | 1 936 | 3 063 | 3 491 | 4 950 | 5 444 | 6 411 | 6 622 | 6 835 |
| (Fuente: INSEE y Cassini) |     |     |     |     |     |     |     |     |     |     |     |     |     |     |     |     |       |       |       |       |       |       |       |       |       |       |       |       |       |       |       |       |

Forma parte de la aglomeración urbana de Chartres.